# Sømpistol
En sømpistol er et værktøj der ved hjælp af trykluft, elkraft eller fjederkraft skyder søm i træ, beton eller lignende. Der er flere typer på markedet, anvendelige til mange forskellige formål. Store sømpistoler bruges fx til gulve og andet svært træværk og de såkaldte beslagsømpistoler til sømbeslag. Små benævnes ofte dykkerpistoler, stift- eller klammepistoler, afhængigt af hvilket middel der anvendes i dem. Søm, dykkere eller klammer opbevares i et magasin i pistolen og føres frem ved hjælp af en fjeder. Magasinet er oftest lineært, mens tapetserere undertiden bruger pistoler med et nærmest cirkulært magasin, der bevirker at pistolen lettere kan bruges på ellers svært tilgængelige steder.